# Henk van Stee
Henk van Stee (Rotterdam, 17 dicembre 1961) è un dirigente sportivo, allenatore di calcio ed ex calciatore olandese, di ruolo centrocampista.